# 雷靈巴赫河
49°36′55″N 12°31′28″E / 49.61524°N 12.52450°E

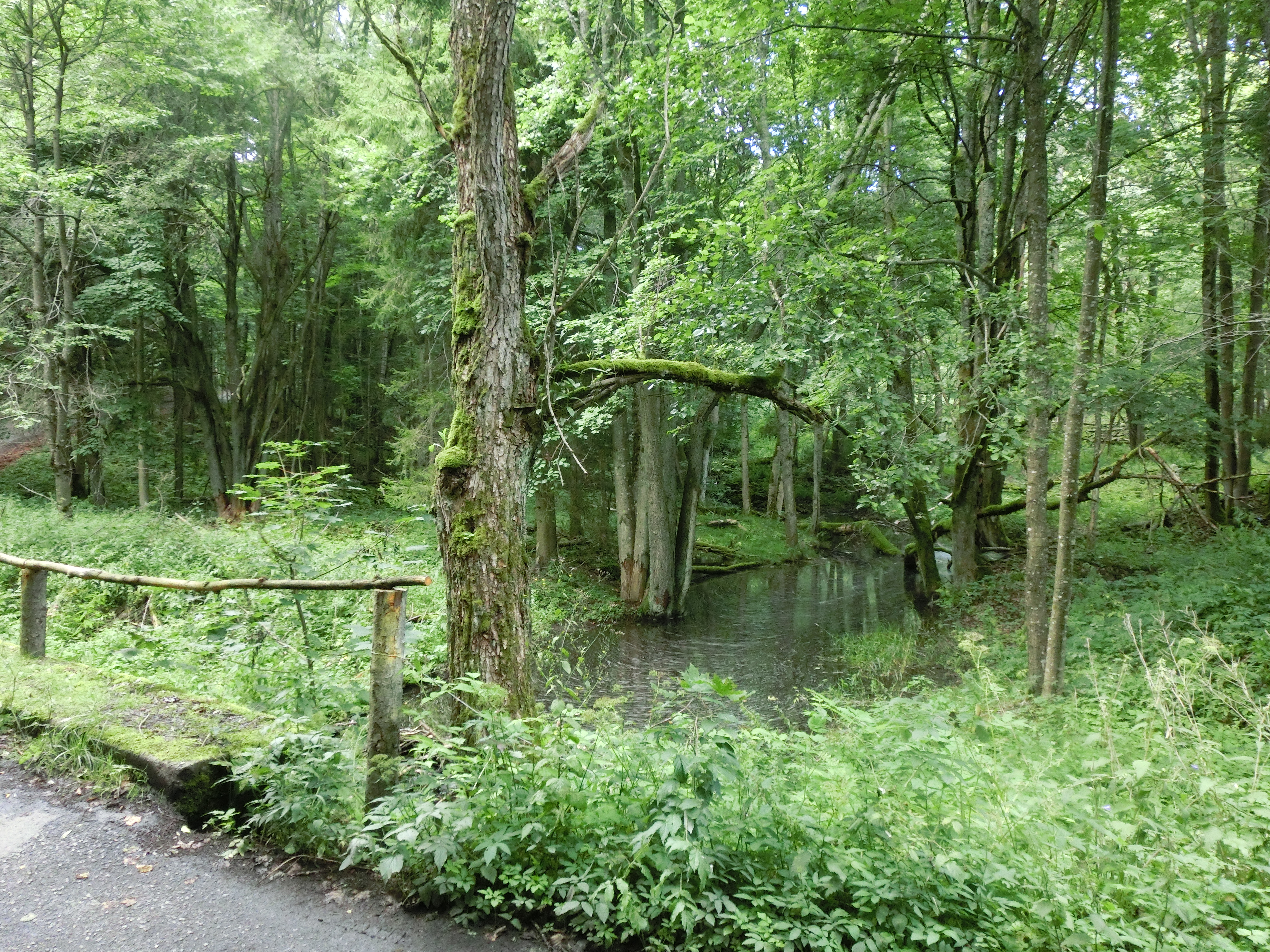

雷靈巴赫河是德國的河流，位於該國東南部，由巴伐利亞負責管轄，屬於普夫賴姆德河的右支流，河道全長22.6公里，流域面積42.5平方公里，流經上普法爾茨行政區。